# Afërdita Veveçka Priftaj
Afërdita Veveçka Priftaj (ur. 21 stycznia 1948 w Beracie, zm. 4 lipca 2017 w Wiedniu) – albańska fizyczka, wykładowczyni na uczelniach w Tiranie. Była autorką podręczników do fizyki dla uniwersytetów i szkół podyplomowych oraz publikowała liczne badania w czasopismach naukowych zarówno albańskich, jak i zagranicznych.

## Życiorys
Urodziła się 21 stycznia 1948 w Beracie w rodzinie intelektualistów. W roku 1970 ukończyła studia fizyczne na Uniwersytecie Tirańskim i następnie została wykładowczynią na wydziale Fizyki Ogólnej na tym uniwersytecie oraz w latach 90. również na Politechnice Tirańskiej. W roku 1982 otrzymała stopień doktora, a w 1999 tytuł profesora.
W 2008 roku została współpracownikiem akademickim w Akademii Nauk Albanii.
W ramach Narodowego Programu Badań i Rozwoju koordynowała wiele projektów naukowych oraz kilka projektów współpracy Albanii z Włochami, Austrią, Grecją i Słowenią. Dzięki jej bogatemu doświadczeniu w dziedzinie badań naukowych Komisja Europejska zaprosiła ją jako ekspertkę, do oceny projektów TEMPUS. Była również członkiem rady redakcyjnej w Albańskiej Akademii Nauk. 
Oprócz języka albańskiego, znała także angielski, rosyjski i włoski.